# Aménagement du territoire

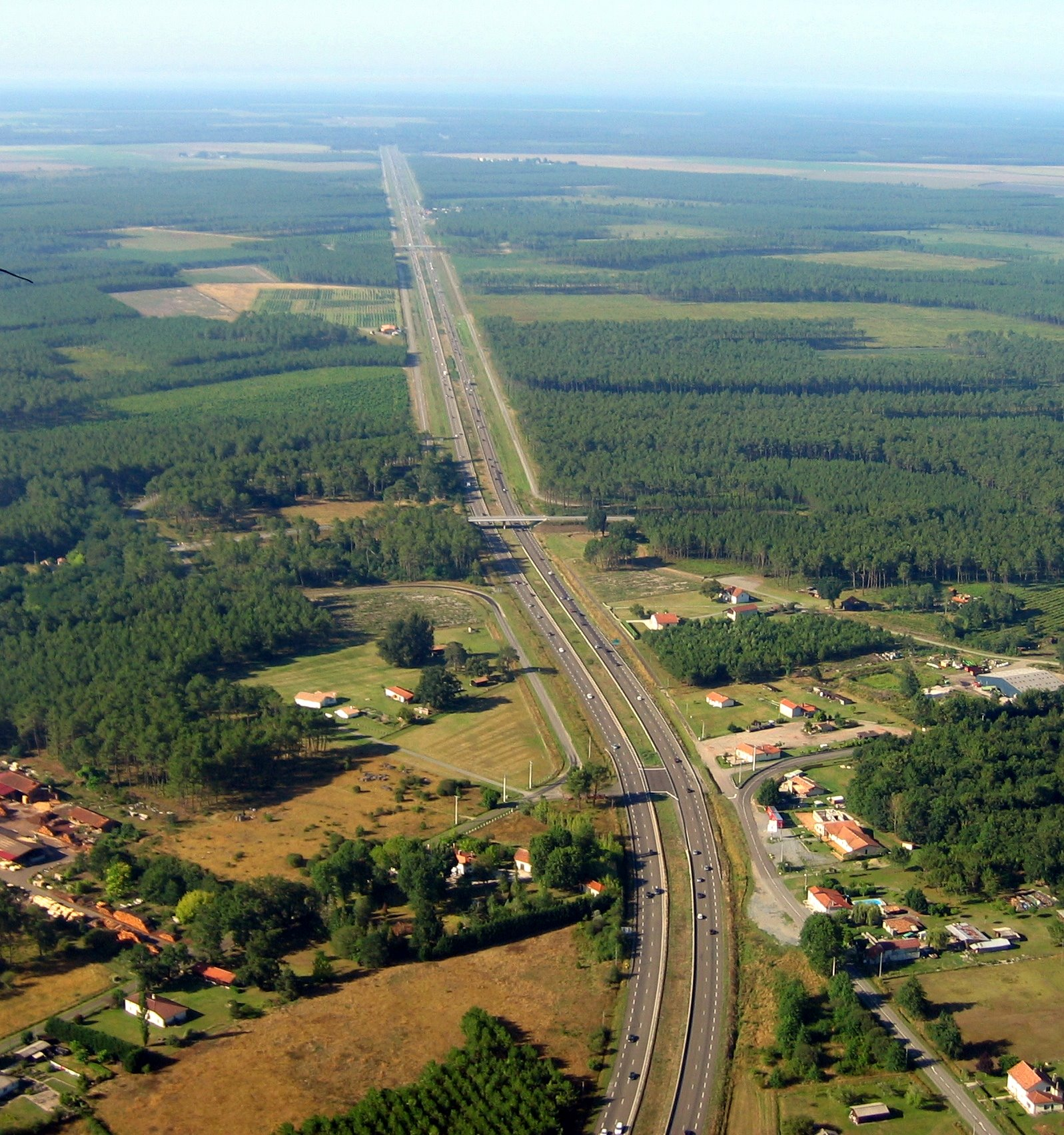
Un exemple d'aménagement du territoire : l'autoroute française A63 traversant les Landes.

Pour les articles homonymes, voir Aménagement du territoire (homonymie).
 (octobre 2016).
Si vous disposez d'ouvrages ou d'articles de référence ou si vous connaissez des sites web de qualité traitant du thème abordé ici, merci de compléter l'article en donnant les références utiles à sa vérifiabilité et en les liant à la section « Notes et références ».
 (février 2020).
L'aménagement du territoire est « l'action et la pratique (plutôt que la science, la technique ou l'art) de disposer avec ordre, à travers l'espace d'un pays et dans une vision prospective, les [humains] et leurs activités, les équipements et les moyens de communication qu'ils peuvent utiliser, en prenant en compte les contraintes naturelles, humaines et économiques, voire stratégiques ». Cette discipline traduit l'ensemble d'actions menées par des acteurs publics (ou privés dans le cadre de missions de service public qui leur sont confiées) qui interviennent sur un territoire donné et en façonnent son paysage (routes, ponts, usines, etc.).
La Conférence européenne des ministres responsables de l'aménagement du territoire (CEMAT) définit l'aménagement du territoire comme « La méthode employée par le secteur public pour influencer la répartition des personnes et des activités dans des espaces à diverses échelles, ainsi que l’emplacement des diverses infrastructures et des zones naturelles et de loisirs. Les activités d’aménagement du territoire sont réalisées à différents niveaux administratifs et gouvernementaux (niveau local, régional ou national), tandis que les activités de coopérations dans ce domaine sont aussi réalisées dans un cadre transfrontalier, transnational et européen ».
L'aménagement « est un mode d'action volontaire pour développer ou transformer les territoires ; son champ de définition croise celui de l'urbanisme ». C'est aussi « l'ensemble d'actions concertées visant à disposer avec ordre dans l'espace les habitants, les activités, les équipements et les moyens de communication ».
L'aménagement du territoire est également un champ disciplinaire des sciences géographiques. Il se différencie de l'urbanisme dans le sens où il n'est pas spécifique à l'aménagement des espaces urbains, même s'il reste lié à ce domaine. Le domaine de l'aménagement a longtemps été classé parmi les champs de la géographie. Aujourd'hui, plusieurs chercheurs[Qui ?] tendent à faire reconnaître cette discipline comme une science à part entière.
Les professionnels de l'aménagement du territoire sont appelés des urbanistes, mais également des aménageurs, bien que les deux termes tendent à se confondre.
L'aménagement du territoire intègre la planification spatiale et met en pratique les méthodes de la planification au service de l'aménagement du territoire et de l'urbanisme. On distingue différentes échelles de la planification spatiale :
- le territoire national : l'aménagement du territoire ;
- la région, le massif ou une bande littorale : la planification régionale ;
- le quartier, la ville, jusqu'à l'agglomération : l'urbanisme ;
- l'îlot ou un groupe de bâtiments dont la composition n'atteint pas la superficie du quartier : la composition urbaine ;
- le bâtiment : l'architecture.

## Définition
L'aménagement du territoire « se propose de substituer un nouvel ordre à l'ancien, de créer une meilleure disposition, une meilleure répartition dans l'espace de ce qui constitue les éléments de fonctionnement d'une société ; meilleure par rapport aux buts, c'est-à-dire non seulement à des fins économiques, mais davantage encore pour le bien-être et l'épanouissement de la population ; termes vagues mais qui définissent néanmoins clairement la finalité sociale, humaine, de l'aménagement du territoire ».
L'aménagement du territoire est une action géographique au sens fort du terme, c'est-à-dire qu'il contribue à modifier la géographie d'un certain territoire en agissant sur une ou plusieurs de composantes-réseaux de communication, développement urbain ou localisations industrielles. Mais toute action géographique est une action d'aménagement.

## Histoire de l'aménagement du territoire
L'aménagement du territoire est apparu comme un domaine d'action autonome, identifié dans les politiques globales des États développés au cours des années 1930 et il s'est généralisé dans les années 1950. C'est par leurs politiques d'aménagement du territoire que les acteurs publics agissent pour corriger les déséquilibres et orienter les développements spatiaux à partir d'une appréhension d'ensemble et d'un projet global et prospectif.
En 1930, les motivations étaient les suivantes :
- en Union soviétique, après le rejet par Staline des thèses des « désurbanistes », dans la recherche d'un équilibre entre les fractions européennes (où était concentrée l'industrie) et asiatique (où se trouvait l'essentiel des ressources naturelles) ;
- en Italie, pour réduire les disparités entre le Nord du pays et le Mezzogiorno ;
- en Grande-Bretagne, pour faire face aux premières difficultés des régions d'ancienne industrialisation[6].

## Par pays

### France
En France, le terme apparut à la fin de la Seconde Guerre mondiale (en Grande-Bretagne, le titre de Town and Country planning fut donné à un ministère en 1943) et l'idée fut popularisée par le livre-slogan de Jean-François Gravier (Paris et le désert français, 1947). C'est la dimension « disparités régionales », et plus précisément une volonté de réduire la croissance de l'agglomération parisienne, qui a longtemps présidé en France aux politiques officielles de l'aménagement du territoire
En février 1950, Eugène Claudius-Petit, ministre de la Reconstruction et de l'Urbanisme, proposa « un plan national d'aménagement du territoire », fit créer le Fonds national d'aménagement du territoire (loi du 1er juin 1950) et une direction du même nom, tandis que deux rapports de son ministère (décembre 1950 et juillet 1952) tentaient de définir les objectifs et les moyens de la politique proposée. Le gouvernement Mendès-France en 1954-1955 créa les comités d'expansion économique et mit au point la procédure d'agrément préalable aux constructions (et extensions) de locaux industriels en région parisienne.
Enfin, en 1963, fut créée la Délégation à l'aménagement du territoire et à l'action régionale, alors rattachée au Premier ministre (puis à divers ministères). La DATAR a notamment poursuivi la politique de décentralisation industrielle, puis tertiaire, établi les schémas directeurs des grands équipements (infrastructures, universités, recherche, etc.), tenté (sans y parvenir) d'élaborer un schéma général d'aménagement de la France (baptisé SESAME). Elle a également promu les métropoles d'équilibre, puis les villes moyennes et enfin les pays. Dans les années 1990, elle a donné la priorité aux réseaux de ville, à la reconversion des anciennes régions industrielles en crise et au développement des technopôles.
De 2006 à 2009, la DATAR a été transformée en Délégation interministérielle à l'aménagement et à la compétitivité des territoires (DIACT). La nouvelle appellation traduit une orientation nouvelle qui veut prendre en compte la mondialisation de l'économie et placer sur un même plan l'aménagement et la recherche de la compétitivité, alors que la DATAR avait toujours privilégié le premier. Par un décret du 14 décembre 2009, la DIACT change à nouveau de nom pour devenir la Délégation interministérielle à l'aménagement du territoire et à l'attractivité régionale, et reprend son ancien sigle, DATAR.

### Suisse
En Suisse, l'aménagement du territoire est l'ensemble des politiques publiques concernant l'utilisation du sol, l'organisation du bâti, ainsi que la répartition des équipements et des activités dans l'espace géographique. Au vu de la petite taille du pays, c'est une question importante, présente dans le débat politique depuis les années 1930.

## Champ d'activités pluridisciplinaires

### Objectifs
Les deux objectifs majeurs, et parfois contradictoires, des politiques d'aménagement du territoire consistent en l'accompagnement du développement économique des territoires, et en la réduction des inégalités spatiales en termes économiques ou sociaux. Ces objectifs sont réunis dans la formulation d'un « développement équilibré du territoire », qui est énoncé dans un nombre de documents de planification et de textes de loi. Que signifie « équilibré » ? Un sociologue comprendra sans doute « qui assure à tous les ménages des niveaux de vie semblables ». Pour des géographes comme Jean-François Gravier, il s’agit plutôt de répartir la population et les activités aussi également que possible sur tout le territoire. Cette politique pose un grave problème : lorsque 75 % de la population vit dans des villes et 30 % dans de grandes agglomérations, équiper également les territoires revient à équiper inégalement les ménages, car les ressources sont limitées. Les cinq premières régions urbaines françaises produisent la moitié de la richesse nationale. L’aménagement du territoire induit ainsi un transfert considérable des grandes agglomérations (et surtout de leurs périphéries, plus peuplées) vers les petites villes et l’espace rural.

### Champs d'intervention
Dans une perspective de développement durable, l'aménagement du territoire intervient dans différents secteurs pour parvenir aux objectifs énoncés ci-dessus :
- le développement local, le développement régional, le développement urbain ;
- le développement territorial ;
- les politiques sociales spatialisées ;
- les politiques du logement ;
- le développement des infrastructures, notamment de transport et de communication ;
- la gestion des déchets et des ressources de proximité ;
- la disponibilité des ressources en eau et leur gestion intégrée afin d'assurer leur durabilité ;
- la préservation et la mise en valeur de l'environnement comme on la conçoit par exemple dans la gestion intégrée des zones côtières ;
- la participation des habitants ;
- et à plus long terme, l'éducation à l'environnement et au développement durable.

### Échelles territoriales
L'aménagement du territoire existe :
- à l'échelle supra-nationale comme dans le cas de la politique spatiale européenne telle qu'elle est définie dans le Schéma de développement de l'espace communautaire ;
- à l'échelle nationale comme c'est le cas par exemple en France (cf. l'Aménagement du territoire en France) ;
- aux échelles sub-nationales, l'aménagement du territoire fait partie des compétences sur lesquelles les régions françaises interviennent conjointement avec l'État. En France, ces schémas spéciaux sont prévus pour l'Île-de-France, la Corse, ainsi que des SAR (Schéma d'aménagement régional, prévu par une loi de 1994 pour La Réunion, Martinique et Guyane, recadrés par la loi Grenelle II). Après la Loi Voynet qui a introduit les SRADT, les lois Grenelle I et Grenelle II ont précisé la manière dont le climat et la trame verte et bleue nationale devaient être pris en compte dans l'aménagement du territoire.
- À l'échelle plus réduite des agglomérations, on entre dans le domaine de l'urbanisme au sens de du dessin d'un projet urbain, ou de la programmation urbaine au sens de la réflexion préalable.

### Précautions face aux aléas naturels
La multiplication de phénomènes climatiques extrêmes qui découle du réchauffement climatique global pousse les experts à repenser l'aménagement du territoire en fonction des aléas naturels. Par exemple, la tempête Xynthia (2010) a frappé plusieurs pays européens, elle a entraîné en France des inondations très importantes du littoral, et a occasionné de nombreuses victimes humaines ainsi que des dégâts matériels. Cela pose la question de savoir s'il est concevable d'urbaniser dans des zones inondables.
Les questions sur l'aménagement du territoire vis-à-vis des aléas naturels concernent aussi l'utilisation du génie civil. Les scientifiques ont montré que les fonctions de protection/les finalités des écosystèmes sont parfois à privilégier dans les décisions d'aménagement du territoire. C'est par exemple le cas du bassin de la Durance où la morphologie des plantes est utilisée pour lutter contre les inondations.